# Артюшкино (Ульяновская область)
Артю́шкино (чуваш. Кĕçĕн Каша, читается: [Ке́зень Кажа́]) — село в Сенгилеевском районе Ульяновской области.

## История
Село Артюшкино находится в глухой местности, среди Арбуженского леса, в 40 верстах от г. Ульяновска, между Волгой и почтовой Сызранской дорогой. Оно расположено в верховьях речки Тушёнки, вытекающей из родника, находящегося в полевом овраге, в полуверсте от села. Эта речка у местных чуваш называется «Зинди речка» или «Шамар-шла»; она течет на протяжении 30 верст и впадает в Волгу при с. Криужопа подьячий Симбирской Приказной Палаты Петр Иванович Муромцев, умерший в 1728 году, имел в деревне Артюшкиной водяную мукомольную мельницу и построил здесь винокуренный завод «со всякими инструментами». Мельница сохранилась и до настоящего времени, она ныне принадлежит удельному ведомству, а от винокуренного завода не осталось и следов.
В 1780 году, при создании Симбирского наместничества, деревня Атюшкина, при ключе Чебшатлаковом, ясашных крестьян, крещеных чуваш, вошла в состав Сенгилеевского уезда.
В 1804 году это селение числится уже довольно значительною деревнею, населенной ясашными крестьянами и новокрещенными из чуваш (всего 344 и по 5 ревизии).
В 1851 году деревня вошла в состав Симбирского уезда.
Церковь в с. Артюшкине, во имя св. Сергия Радонежского Чудотворца, построена в 1856 году, а до того времени Артюшкино числилось в приходе с.Тушны, от которого отстоит на 10 верст.
Мужская школа здесь открыта в 1859 году, а женская — в 1865 году.
В 1859 году село Артюшкино входило в состав 2-го стана Симбирского уезда.
Во время освобождения крестьян (1861), Артюшкинское крестьянское общество получило в надел, на 459, 2241 дес. 2100 саж. земли (73 дес. 2000 саж. усадебной, 1983 дес. 1800 саж. пашни, 22 дес. 400 саж. выгону, 62 дес. мелкого леса и 100 дес. 300 саж. неудобной), каковым количеством земли владеет и по настоящее время.
В 1903 году здесь 281 двор, с населением в 1716 человек (847 муж. и 861 жен.), из которых значительно более половины чуваши.
В конце 1920 года несколькими семьями из села Артюшкино переселившимися в урочище Гуляй. основали посёлок Красный Гуляй.
Село Артюшкино представлено в сети Интернет сайтом artyushkino.sitepol.ru, содержащем информацию о жителях села, местной школе, церкви и администрации.

## Население
- В 1780 году в деревне жило: ясашных крестьян 95, крещеных чуваш 112[3].
- В 1859 году в селе в 110 дворах жило: 496 муж. и 597 жен.[5];
- В 1900 году в с. Артюшкине в 318 дворах жило: 865 м. и 890 ж.[4];
- В 1903 году здесь 281 дворах, с населением в 1716 человек (847 муж. и 861 жен.), из которых значительно более половины чуваши.
- В 1913 году 2300 человек, имелось две церкви[6].
- В 2010 году 824 человека.